# Alto Hospicio
Alto Hospicio – miasto w Chile, położone w północnej części regionu Tarapacá.

## Opis
Miejscowość została założona w 12 kwietnia 2004 roku.Przez miasto przebiega autostrada AU16 Iquique - Humberstone.

## Demografia
Źródło.